# 阿特拉斯

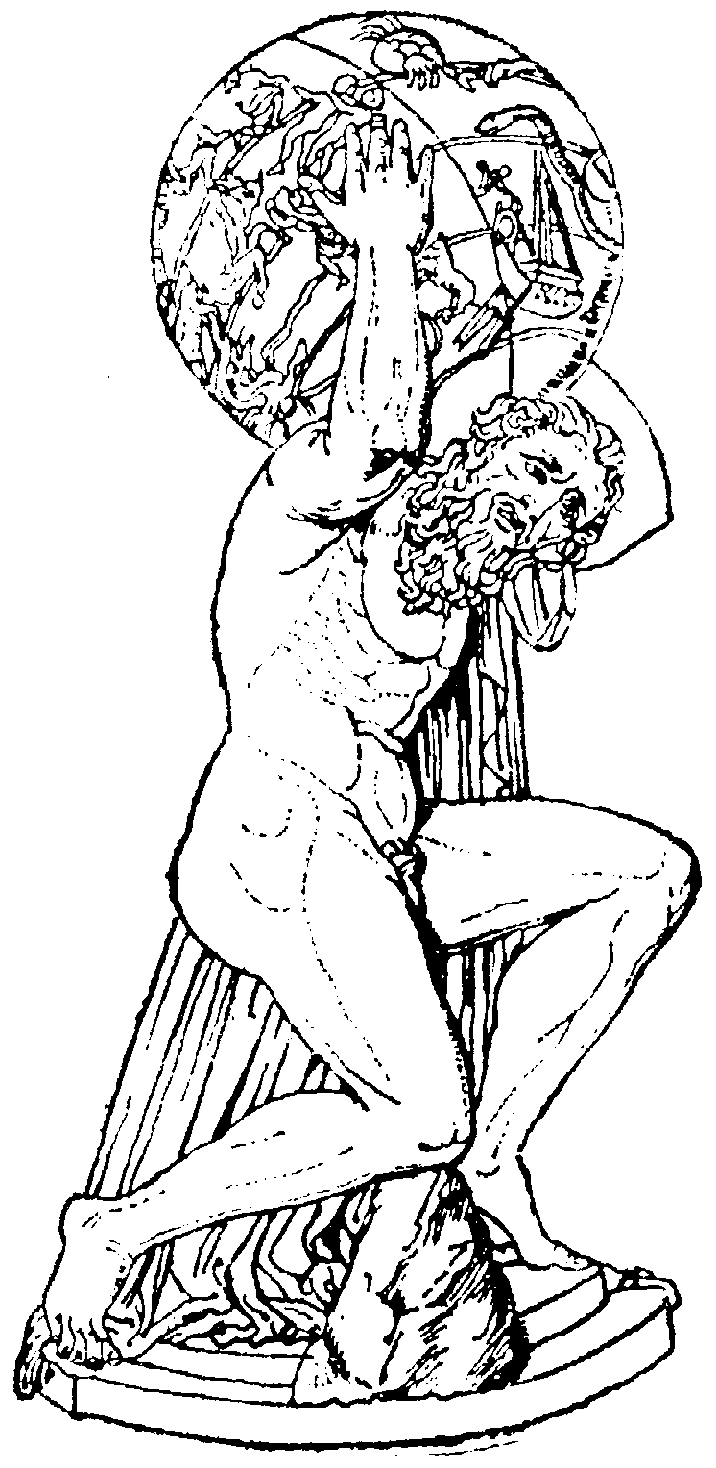
瑞典的百科全書Nordisk familjebok所繪的阿特拉斯

阿特拉斯（羅馬化：Atlas），又译亚特拉斯，是希腊神话裡的擎天神，属于泰坦神族，被宙斯降罪来用双肩支撑苍天。他的父親是泰坦神伊阿珀托斯，母親是俄刻阿尼得斯之一的亞細亞（Asia）或克里夢妮（Clymene）。他的兒女包括赫斯珀里得斯，普勒阿得斯（七姊妹），許阿得斯，還有被困在奧吉吉亞島上的卡呂普索。
大西洋和亞特蘭提斯的語源都和阿特拉斯有關，前者的意思是「阿特拉斯之海」，後者的意思則是「阿特拉斯之島」。

## 神話形象
泰坦之戰中，包括阿特拉斯在內的泰坦神族與奧林匹斯神族敵對，戰爭以泰坦神族戰敗為結果，而阿特拉斯也被宙斯懲罰，永遠在世界最西处擎起天空。
大力神赫拉克勒斯奉命前往赫斯珀里得斯守護的圣园盜取金苹果的时候，普罗米修斯建議他請阿特拉斯幫忙，于是赫拉克勒斯向阿特拉斯求助，並答应在阿特拉斯离开的时间里代為擎天的條件。在摘得金苹果后，阿特拉斯卻不愿再把赫拉克勒斯肩上的天空接過去，於是赫拉克勒斯假装同意，但是要求阿特拉斯在他去找一副垫肩时，也替他扛一会儿。等阿特拉斯把天空举到自己的肩上，赫拉克勒斯便捡起金苹果逃之夭夭，阿特拉斯只好繼續肩負擎天的重任。
後來，阿特拉斯指引珀耳修斯去尋找寶物時，要求他帶著美杜莎的頭給他，在看见蛇妖美杜莎的頭後，他就化為了石頭，從擎天的痛苦中解脫開來。北非的阿特拉斯山據說就是他所化成的巨石。
在部分版本的傳說之中，又名海格力斯的赫拉克勒斯前往圣园偷金苹果的时候，阿特拉斯已經化為了擋住前路的石山。為了進入圣园，他將石山一分為二，使他變成了今天的海格力斯之柱。

## 傳說
柏拉圖曾在對話錄裡提到說，海神波賽頓建造了一個島，並分成十個區，由他的五對雙胞胎來管理，而最高的管理權則是交給長子阿特拉斯，所以這個島就以阿特拉斯的名字取名為亞特蘭提斯。

## 阿特拉斯的子女
- 與赫斯珀里斯（Hesperius）所生
  - 赫斯珀里得斯（Hesperides）
- 與普勒俄涅（Pleione）或埃特拉（Aethra）所生
  - 卡呂普索（Calypso）
  - 許阿斯（Hyas）
  - 許阿得斯（Hyades）姐妹
  - 普勒阿得斯（Pleides）姐妹

## 後世影響

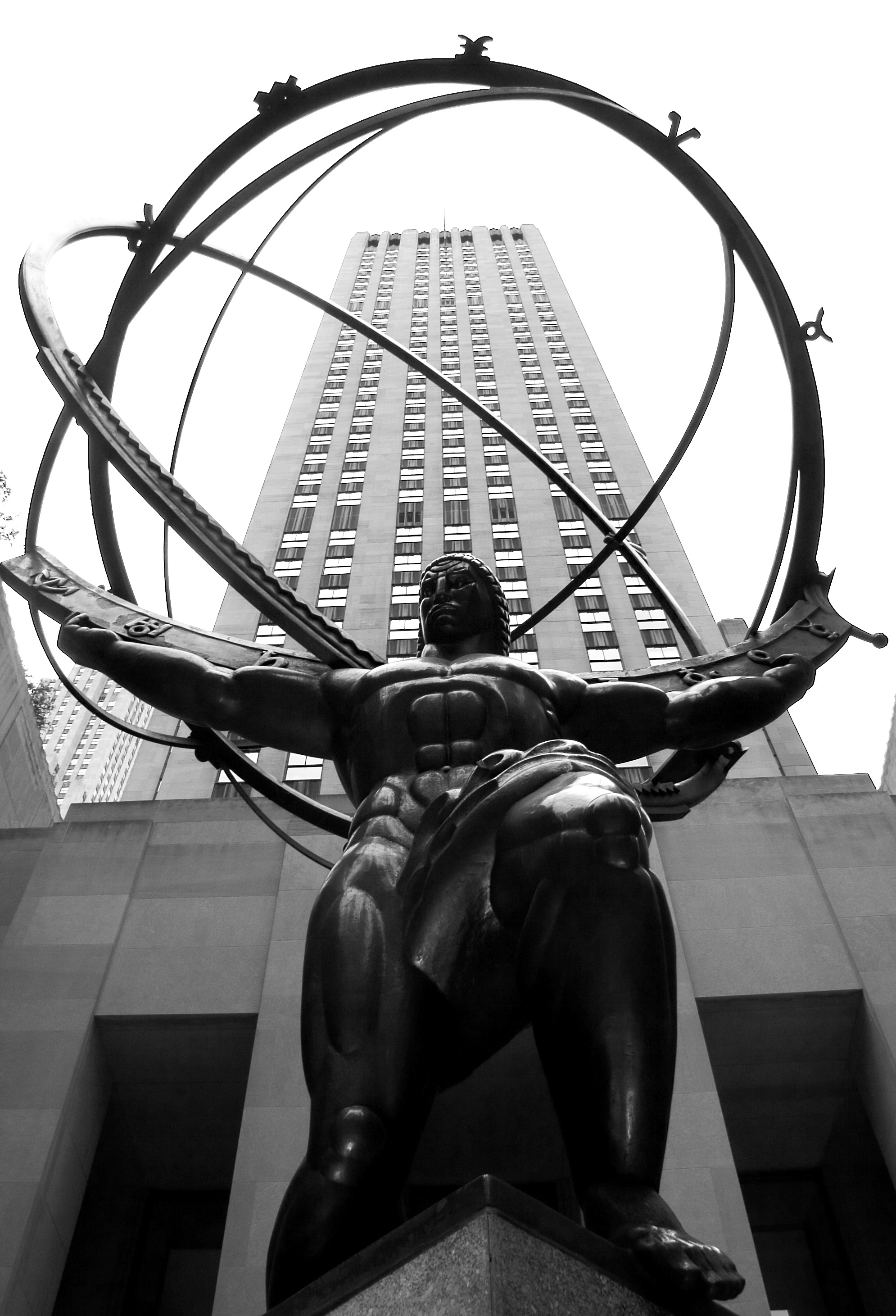
纽约第五大道的阿特拉斯像

- 欧洲人多以他的画像装饰地图封里，由此称地图集为“阿特拉斯”。
- 古典主義建築風格流行以男性雕像來裝飾建築中的立柱、橋台和支柱，這種支撐性的結構被稱作阿特拉斯。
- 土星的天然卫星之一，土卫十五以阿特拉斯為名。
- 第一节颈椎寰椎以阿特拉斯为名。
- 美國的貨運航空公司亞特拉斯航空以阿特拉斯命名，飛機的垂直尾翼也繪有阿特拉斯支撑苍天的圖樣。
- 智利電子遊戲開發公司ACE Team所製作的《滾石紀元II：又大又圓》（Rock of Ages II : Bigger & Boulder）以阿特拉斯為主角。
- 星海爭霸中虛構的超級電腦名稱。
- 无人深空中虚构的空间站名称。
- 海賊王貝加龐克vega punk的第五個分身"暴"的名称。
- 手機遊戲《崩壞：星穹鐵道》中，虛構的神明「負世泰坦」刻法勒，其原型即是阿特拉斯。